# Judith Barry
Judith Barry (* 1949 oder 1954 in Columbus, Ohio) ist eine US-amerikanische Installationskünstlerin.

## Leben und Werk
Judith Barry studierte am New York Institute of Technology in New York. 1987 schloss sie mit dem Master ab. Sie lehrte an der Merz Akademie in Stuttgart. 2017 wurde Barry als Professorin an das Massachusetts Institute of Technology berufen.
„Judith Barry, eine Wegbereiterin der Installationskunst und recherchebasierter Projekte, arbeitet seit den späten 1970er Jahren in den Bereichen Architektur, Performance, Film, und Video, Installation, Plastik und Fotografie.“
2000 wurde Judith Barry mit dem Friedrich-Kiesler-Preis ausgezeichnet, 2001 erhielt sie den Preis für den Besten Pavillon auf der Cairo Biennale und 2011 ein Guggenheim-Stipendium.
Barry war Teilnehmerin der Berlin Biennale, Carnegie International, dOCUMENTA (13), Nagoya Biennale, Biennale von São Paulo, Biennale of Sydney, Sharjah Biennale und Whitney Biennial.

## Schriften (Auswahl)
- Public Fantasy, Judith Barry, Institute of Contemporary Arts (1. Juli 1991) ISBN 978-0-905263-23-6 (englisch)
- Mise en abyme, Judith Barry. Presentation House Gallery, 1997, ISBN 0-920293-38-7
- Judith Barry. Body without limits. Da2 Domus Artium, 2013, ISBN 978-84-96603-64-6